# Zafarobod (Tadschikistan)
Zafarobod (tadschikisch Зафаробод) ist eine Siedlung städtischen Typs und Verwaltungszentrum in der Region Sughd in Tadschikistan.
Der Status einer Siedlung städtischen Typs wurde am 26. August 1960 verliehen. Nach Angaben in der Großen Sowjetischen Enzyklopädie befanden sich in Zafarobod ein Werk für Stahlbetonprodukte, ein Baumwollanbau sowie eine Fachschule für Wasserwirtschaft.
Zafarobod gilt als Bevölkerungsmittelpunkt Tadschikistans.

## Sport
Der örtliche Fußballverein Ravshan Zafarobod spielt aktuell in der höchsten Fußballliga des Landes, der Wysschaja Liga. Sein Heimstadion ist die Istarawschan-Arena in Istarawschan.